# Marko Gruškovnjak
Marko Gruškovnjak, slovenski nogometaš, * 6. december 1965.
Gruškovnjak je kariero začel v jugoslovanski ligi pri Olimpiji, preostanek kariere pa je igral v slovenski ligi za klube Slovan, Svoboda, Olimpija in Triglav. Skupno je v prvi slovenski ligi odigral 87 prvenstvenih tekem in dosegel osemnajst golov. 
Za slovensko reprezentanco je nastopil 3. junija 1992 na prijateljski tekmi proti estonski reprezentanci.